# 瓦莱本费托
瓦莱本费托是葡萄牙布拉干萨区的一个堂区。总面积15.86平方公里，总人口231人，人口密度14.6人/平方公里。